# Championship League Snooker
Championship League Snooker − turniej snookerowy rozgrywany od 2008 roku. Celem zawodów jest wypełnienie luki w kalendarzu pomiędzy ważniejszymi turniejami snookerowymi. Zwycięzca zawodów otrzymuje także dziką kartę do prestiżowej Premier League. Od września 2020 stał się turniejem rankingowym, wcześniej był nierankingowym.

## Zasady
W każdej edycji turnieju bierze udział 25 zawodników. Pierwszych 7 graczy tworzy grupę (nazywaną Grupą 1), w której toczą mecze każdy-z-każdym. Po fazie grupowej najlepszych 4 zawodników awansuje do play-offów, a ich zwycięzca otrzymuje awans do tzw. Grupy Zwycięzców. Przegrani w play-offach (finalista i półfinaliści) oraz 5. zawodnik fazy grupowej przechodzą do Grupy 2, gdzie dołącza do nich 3 nowych graczy. Zawodnicy, którzy zajęli 6. i 7. miejsce w fazie grupowej odpadają z turnieju.
Format rozgrywek Grupy 1 jest powtarzany w kolejnych 6 grupach, aż do uzyskania 7 zawodników w Grupie Zwycięzców. Rozgrywki Grupy Zwycięzców toczone są tak samo jak w poprzednich grupach. Zwycięzca play-offów Grupy Zwycięzców jest mianowany zwycięzcą całego turnieju i otrzymuje dziką kartę do Premier League.

## Zwycięzcy
| Rok                                         | Zwycięzca                                   | Przeciwnik                                  | Wynik                                       | Sezon                                       |
| Championship League Snooker (nierankingowy) | Championship League Snooker (nierankingowy) | Championship League Snooker (nierankingowy) | Championship League Snooker (nierankingowy) | Championship League Snooker (nierankingowy) |
| ------------------------------------------- | ------------------------------------------- | ------------------------------------------- | ------------------------------------------- | ------------------------------------------- |
| 2008                                        | Joe Perry                                   | Mark Selby                                  | 3-1                                         | 2007/08                                     |
| 2009                                        | Judd Trump                                  | Mark Selby                                  | 3-2                                         | 2008/09                                     |
| 2010                                        | Marco Fu                                    | Mark Allen                                  | 3-2                                         | 2009/10                                     |
| 2011                                        | Matthew Stevens                             | Shaun Murphy                                | 3-1                                         | 2010/11                                     |
| 2012                                        | Ding Junhui                                 | Judd Trump                                  | 3-1                                         | 2011/12                                     |
| 2013                                        | Martin Gould                                | Allister Carter                             | 3-2                                         | 2012/13                                     |
| 2014                                        | Judd Trump                                  | Martin Gould                                | 3-1                                         | 2013/14                                     |
| 2015                                        | Stuart Bingham                              | Mark Davis                                  | 3-2                                         | 2014/15                                     |
| 2016                                        | Judd Trump                                  | Ronnie O’Sullivan                           | 3-2                                         | 2015/16                                     |
| 2017                                        | John Higgins                                | Ryan Day                                    | 3-0                                         | 2016/17                                     |
| 2018                                        | John Higgins                                | Zhou Yuelong                                | 3-2                                         | 2017/18                                     |
| 2019                                        | Martin Gould                                | Jack Lisowski                               | 3-1                                         | 2018/19                                     |
| 2019/20                                     | Scott Donaldson                             | Graeme Dott                                 | 3-0                                         | 2019/20                                     |
| 2020                                        | Luca Brecel                                 | Ben Woollaston                              | R-R                                         | 2019/20                                     |
| Championship League Snooker (rankingowy)    |                                             |                                             |                                             |                                             |
| 2020                                        | Kyren Wilson                                | Judd Trump                                  | 3-1                                         | 2020/21                                     |
| Championship League Snooker (nierankingowy) |                                             |                                             |                                             |                                             |
| 2021                                        | Kyren Wilson                                | Mark Williams                               | 3-2                                         | 2020/21                                     |
| Championship League Snooker (rankingowy)    |                                             |                                             |                                             |                                             |
| 2021                                        | David Gilbert                               | Mark Allen                                  | 3-1                                         | 2021/22                                     |
| Championship League Snooker (nierankingowy) |                                             |                                             |                                             |                                             |
| 2021/22                                     | John Higgins                                | Stuart Bingham                              | 3-2                                         | 2021/22                                     |
| Championship League Snooker (rankingowy)    |                                             |                                             |                                             |                                             |
| 2022                                        | Luca Brecel                                 | Lu Ning                                     | 3-1                                         | 2022/23                                     |
| Championship League Snooker (nierankingowy) |                                             |                                             |                                             |                                             |
| 2022/23                                     | John Higgins                                | Judd Trump                                  | 3-1                                         | 2022/23                                     |
| Championship League Snooker (rankingowy)    |                                             |                                             |                                             |                                             |
| 2023                                        | Shaun Murphy                                | Mark Williams                               | 3-0                                         | 2023/24                                     |
| Championship League Snooker (nierankingowy) |                                             |                                             |                                             |                                             |
| 2024                                        | Mark Selby                                  | Joe O’Connor                                | 3-1                                         | 2023/24                                     |
| Championship League Snooker (rankingowy)    |                                             |                                             |                                             |                                             |
| 2024                                        | Allister Carter                             | Jackson Page                                | 3-1                                         | 2024/25                                     |
| Championship League Snooker (nierankingowy) |                                             |                                             |                                             |                                             |
| 2025                                        | Mark Selby                                  | Kyren Wilson                                | 3-0                                         | 2024/25                                     |
| Championship League Snooker (rankingowy)    |                                             |                                             |                                             |                                             |
| 2025                                        | Stephen Maguire                             | Joe O’Connor                                | 3-1                                         | 2025/26                                     |